# 雅科夫·伊西多罗维奇·别莱利曼

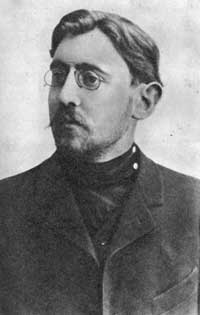
雅科夫·伊西多罗维奇·别莱利曼

雅科夫·伊西多罗维奇·别莱利曼（俄语：Яков Исидорович Перельман，1882年12月4日—1942年3月16日）俄罗斯/苏联数学、物理及天文科普作家,一生著有105部著作，有《趣味物理学》等多部科普作品，创办了苏联第一份科普杂志《在大自然的实验室里》。，有以他命名的别莱利曼陨石坑。